# Kleinwerther

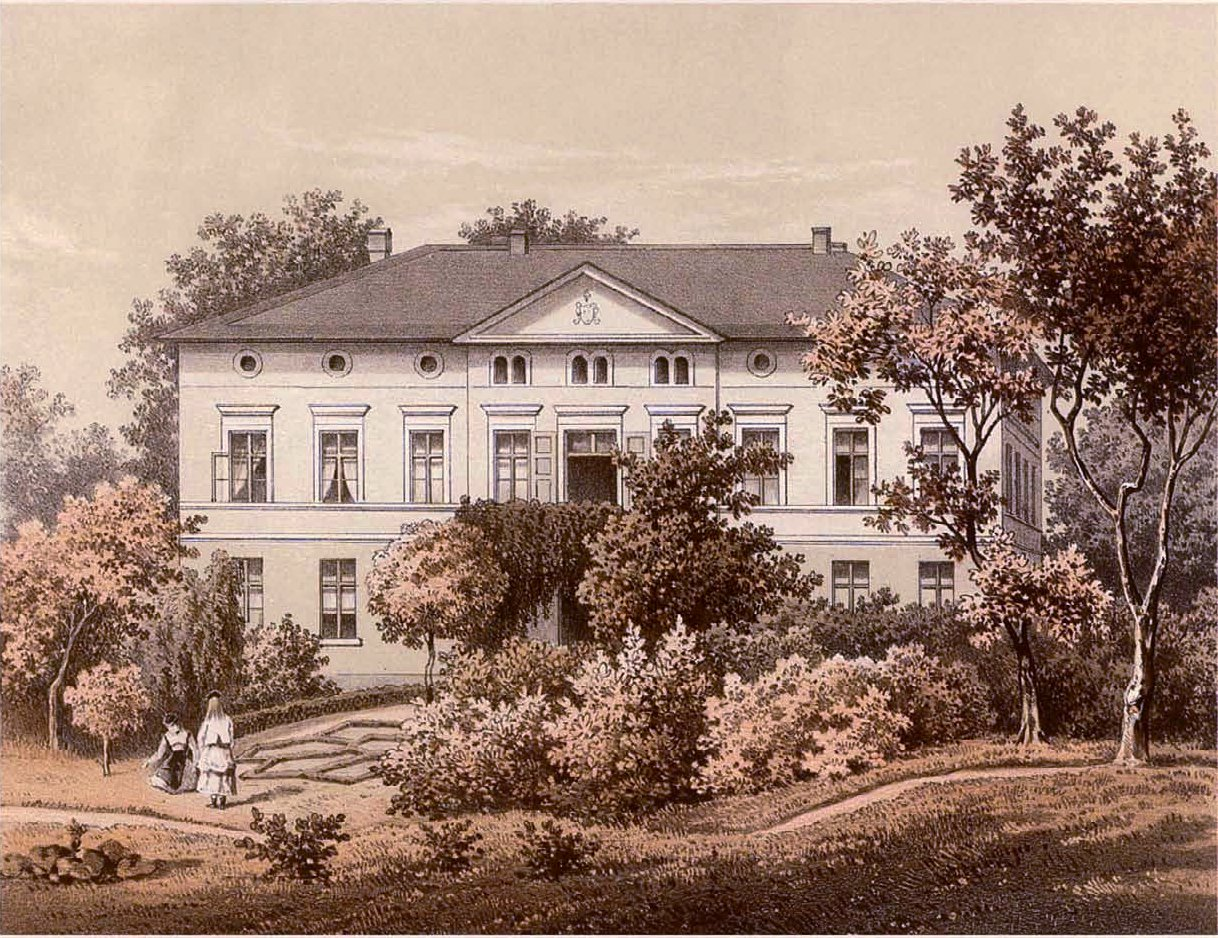
Gutsschloss um 1875, Sammlung Alexander Duncker

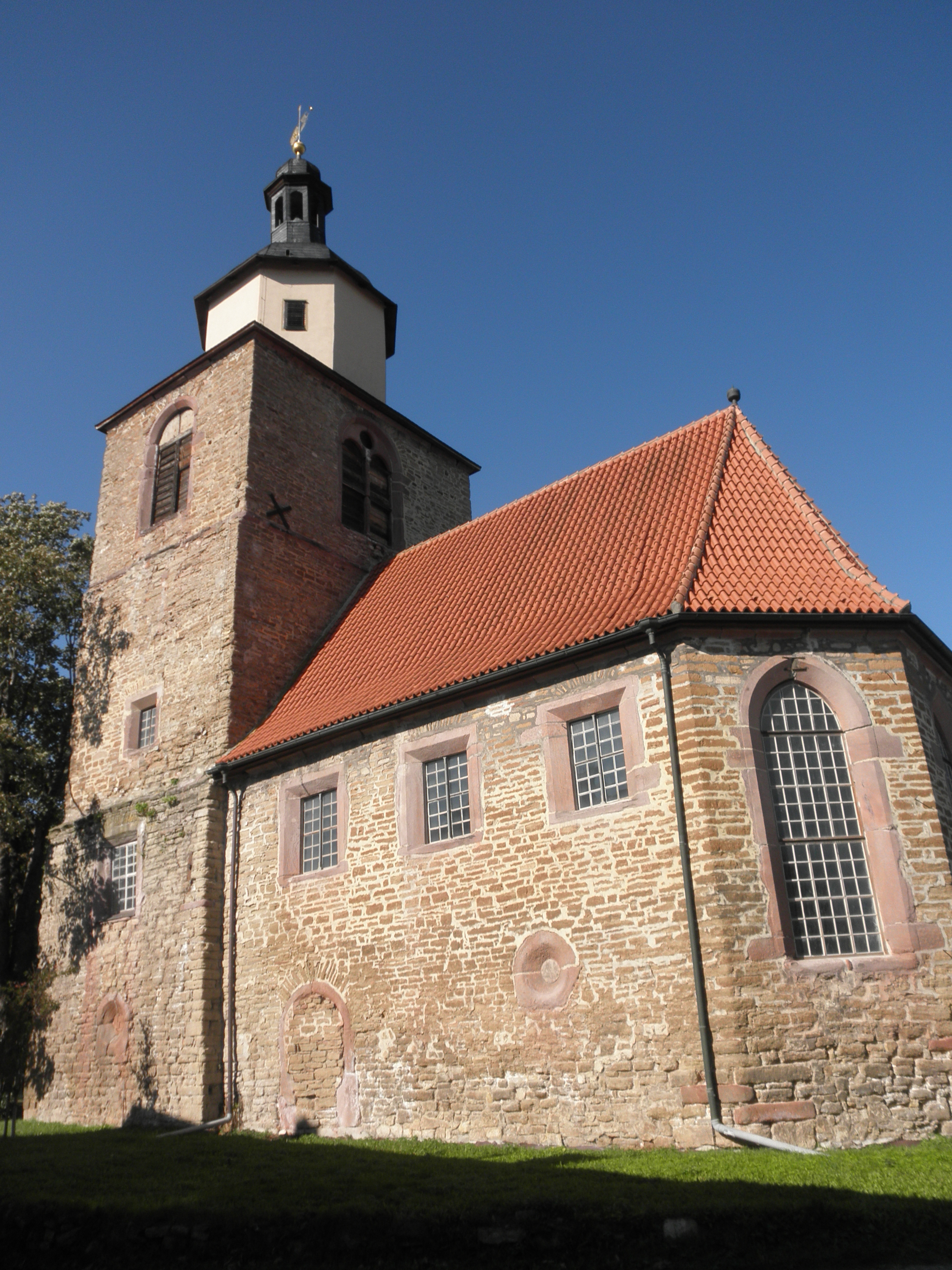
Evangelische Kirche St. Philippus in Kleinwerther

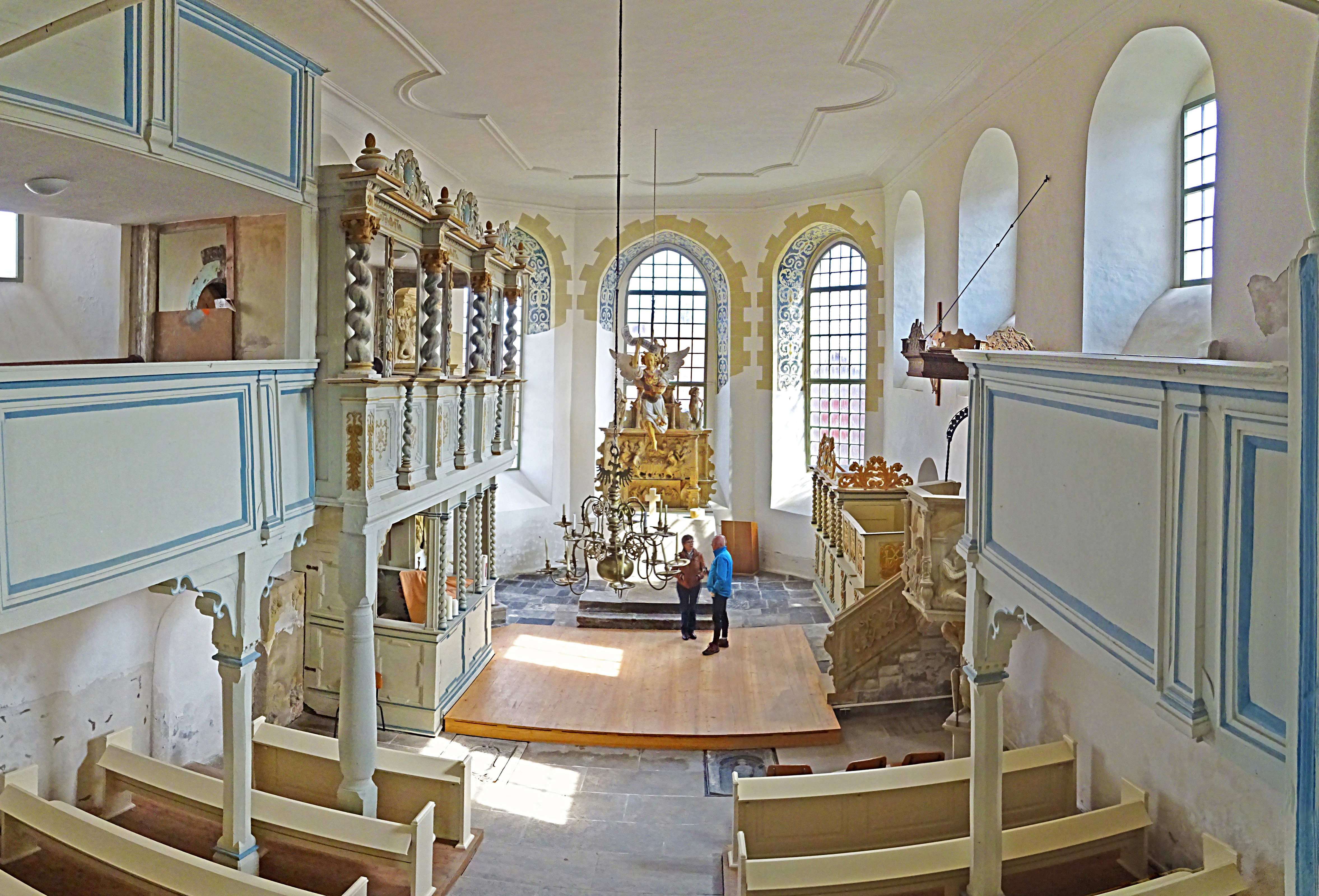
St. Philippus in Kleinwerther, Innenansicht

Kleinwerther ist eine Ortslage des Ortsteils Werther der gleichnamigen Gemeinde im Landkreis Nordhausen in Thüringen.

## Geografie
Der Ort Kleinwerther liegt im Tal der Helme und grenzt im Südosten an die Goldene Aue. Die Kreisstadt Nordhausen ist etwa zwei Kilometer östlich entfernt. Die Landesstraße 3080 (früher die Kasseler Straße) führt nördlich durch die Gemarkung. Jetzt wird sie durch die etwa parallel verlaufende Bundesautobahn 38 entlastet. Östlich des Dorfes durchschneidet die Bahnstrecke Halle–Hann. Münden die Landschaft.

## Geschichte
Am 25./26. Juli 1184 wurde Kleinwerther erstmals urkundlich erwähnt. Doch bezieht sich eine urkundliche Nennung von Werther aus dem Jahre 1093 auch auf Kleinwerther.
Der Name Werther bedeutet im norddeutschen Insel und ist im Zusammenhang mit der Trockenlegung des umliegenden Landes durch Mönche aus dem Kloster Walkenried im 12. Jahrhundert zu erklären.
In Kleinwerther stand an der Stelle des erhaltenen Schlosses des ehemaligen Rittergutes eine Wasserburg, die im 11. Jahrhundert erbaut und im Bauernkrieg 1525 zerstört wurde. Drei Tonnenkeller unter dem noch vorhandenen Gutshaus und Reste der Wassergräben zeugen noch von der Anlage. Die Herren von Werthern wurden 1209 urkundlich erwähnt.
Über Vorgänge während des Dritten Reiches geben die Ausführungen zu Werther Auskunft.
Auf dem Alten Friedhof Kleinwerther befinden sich noch einige Grabdenkmäler, so dass der Erb-Gutsbesitzer-Familie Nebelung. Ein Denkmal für die im Ersten Weltkrieg Gefallenen wurde vom Reichsbanner Schwarz-Rot-Gold errichtet. An die Opfer des Zweiten Weltkriegs erinnert ein Mahnmal aus der Zeit nach der Wende.
Großwerther und Kleinwerther wurden 1951 in die neu geschaffene Gemeinde Werther eingegliedert.

## Kleinwerther heute
Neben Landwirtschaft war und ist das Handwerk bestimmend im Ort. Am 1. Januar 1997 wurden die Orte Großwechsungen, Günzerode, Haferungen, Immenrode, Kleinwechsungen, Mauderode und Pützlingen nach Werther eingemeindet. Zu der Gemeinschaft gehören auch die Flarichsmühle, Schern, Schate und seit 2015 auch Fronderode.
Kleinwerther, Großwerther und Schate bilden den Ortsteil Werther in der gleichnamigen Einheitsgemeinde. Der Name Kleinwerther ist im Ortsmund noch gebräuchlich, findet jedoch von offiziellen Stellen keine Verwendung mehr. Durch das Neubaugebiet Lehmkuhle bilden die beiden Ortschaften heute eine beinahe geschlossene Siedlungsstruktur. Der Sitz der Gemeinde befindet sich in der Ortslage Großwerther.

## Sehenswürdigkeiten
- Kirche St. Philippus: Evangelische Pfarrkirche. Der Turm mit seinen 35 Metern Höhe überragt bei weitem alle anderen Gebäude von Kleinwerther. Seine Spitze wird durch eine Welsche Haube aus dem 18. Jahrhundert abgeschlossen. Im Kircheninneren steht das Grabmal von Philipp von Werther, dem Erbauer des Gotteshauses, und seiner Frau Anna († 1577).
- Schloss
- Alter Friedhof

## Persönlichkeiten
- Johannes Becker (1883–nach 1960), Chirurg